# Cecilia Carranza Saroli
Cecilia Carranza Saroli (Rosario, 29 de diciembre de 1986) es una regatista argentina especializada en la clase Laser y desde 2013 en Nacra 17. Se consagró campeona olímpica junto con Santiago Lange en los Juegos Olímpicos de Río de Janeiro 2016. Fue subcampeona mundial en 2014, campeona panamericana en 2011, varias veces campeona sudamericana, tres veces campeona de los Juegos ODESUR y varias veces campeona argentina. 
Integró el equipo olímpico argentino de vela en los Juegos Olímpicos de Pekín 2008, Londres 2012 y Río de Janeiro 2016.
En 2020 recibió el Diploma al Mérito de los Premios Konex en su disciplina.
Junto a su compañero Santiago, fue abanderada de la delegación argentina en la ceremonia de apertura de los Juegos Olímpicos de Tokio 2020.

## Carrera deportiva
- Laser Radial
  - 2002: Campeona argentina femenina júnior
  - 2003: Campeona argentina femenina júnior. 7.ª en el ranking mundial júnior y primera del ranking nacional
  - 2004: Campeona sudamericana. Revelación Premios Clarín
  - 2005: Campeona argentina femenina. Subcampeona argentina
  - 2006: Campeona argentina femenina. Campeona sudamericana femenina
  - 2006: Medalla de oro en los Juegos ODESUR
  - 2007: Campeona argentina femenina
  - 2008: Campeona argentina. Campeona sudamericana femenina. 12.ª en los Juegos Olímpicos de Pekín 2008
  - 2009: Campeona argentina. Campeona argentina femenina. Campeona sudamericana femenina
  - 2010: Campeona argentina. Campeona sudamericana femenina
  - 2010: Medalla de oro en los Juegos ODESUR
  - 2011: Campeona sudamericana femenina
  - 2011: Medalla de oro en los Juegos Panamericanos de 2011
  - 2012: 6.ª en el ranking mundial[1]
  - 2014: Medalla de oro en los Juegos ODESUR[4]
- Nacra 17
  - 2014: Medalla de plata en el Campeonato Mundial (Santander, España)[1]
  - 2016: Medalla de oro en los Juegos Olímpicos de Río de Janeiro 2016 con Santiago Lange